# 순흥안씨 양도공파 묘역
순흥안씨 묘군은 조선 초기 개국공신인 양도공(良度公) 안경공(安景恭)과 아들․손자에 이르는 3대에 걸친 묘역이다. 1990년 6월 18일 서울특별시의 유형문화재 제74호로 지정되었고, 2017년 2월 9일 문화재 및 보호구역이 확대 지정되었다.

## 개요
묘역은 크게 오른쪽 2기와 왼쪽 3기로 구분된다. 오른쪽에는 안경공과 문숙공(文肅公) 안숭선(安崇善)의 묘가 위 아래로 자리잡고 있고, 왼쪽에는 소윤공 안숭신(安崇信), 정숙공(靖肅公) 안순(安純), 안천공(安川公) 안숭효(安崇孝)의 묘가 위에서 아래로 위치한다. 이들 묘주인의 관계는 안순이 안경공의 아들이면서, 안숭선ㆍ안숭신ㆍ안숭효의 아버지이다.
안경공은 자가 손보(遜甫), 시호는 양도(良度)이며, 아버지는 조선 건국에 참여하여 판문하부사(判門下府事)에 오른 안종원(安宗源)이다. 공민왕 14년(1365) 국자감시(國子監試)에 합격하고, 우왕 2년(1376) 문과에 급제하였으며, 1382년에는 경상도안렴사(慶尙道按廉使)로 있으면서 합주(陜州)에서 사노(私奴)들이 일으킨 난을 진압하였다. 공양왕 2년(1390) 정몽주(鄭夢周)를 탄핵하였다가 오히려 좌천되었다. 이듬해에 예문관제학에 보임되고, 1392년 좌부대언(左副代言)을 거쳐 좌대언에 올라 조선 건국에 참여하였다. 곧 도승지에 제수되고 개국공신이 책봉될 때 3등공신이 되었다. 태조 2년(1393) 전라도관찰출척사(全羅道觀察黜陟使)로 나아갔으며, 이듬해에 흥녕군(興寧君)에 봉해졌다. 태종 6년(1406) 판공안부사(判恭安府事)에 이어 곧 판한성부사(判漢城府事)에 임명되었으며, 1410년에는 판개성부사(判開城府事)가 되었다. 1416년 보국숭록대부 집현전대제학(輔國崇祿大夫集賢殿大提學)에 제수되고 흥녕부원군(興寧府院君)이 되었다.
안순은 자가 현지(顯之), 시호는 정숙(靖肅)이며, 성품이 강직하였다. 1389년 문과에 급제하고, 공양왕 2년(1390) 성균학유가 되었다. 1392년 조선이 건국되자 사재주부(司宰注簿)로 발탁되었다. 그 후 세종 원년(1419) 호조참판으로 정조사(正朝使)가 되어 명나라에 다녀왔고, 이듬해 공조판서로 승진하였다. 1424년 호조판서가 되었고, 1432년에 판중추원사 겸판호조사(判中樞院事兼判戶曹事), 1435년에 의정부찬성사를 역임하고, 1437년에는 충청도 지방의 기근을 수습하기 위한 도순문진휼사(都巡問賑恤使)로 그 임무를 잘 수습한 공로로 숭정대부에 올랐다. 그는 오랫동안 호조판서 또는 판호조사를 겸하면서 국가의 전곡(錢穀)을 관장하였는데, 경비출납이 정확하였다는 사실과 같이 특히 국가의 재정을 책임맡은 직책에서 큰 공로를 쌓았다. 저술로는 증조부 안축(安軸)의 문집인 ≪근재집(謹齋集)≫의 부록에 유고가 실려 있다.
안숭선의 자는 중지(仲止), 호는 옹재(雍齋)이며, 시호는 문숙(文肅)이다. 태종 11년(1411) 생원시에 합격하고, 세종 2년(1420)에 다시 문과에 장원으로 급제하여 지평으로 승진하였고, 그 이듬해에 이조전랑이 되었다. 1429년에 대호군으로 승진하여 서장관으로 명나라에 가 임무를 성공적으로 수행하고 돌아왔고, 1437년 대사헌이 되었다. 1443년에 형조판서, 1444년에 성절사로 명나라에 다녀와서 지중추원사․집현전대제학, 1445년에 병조판서겸지춘추관사로서 ≪고려사≫ 수찬에 참여하였고, 1448년에는 병조판서로서 예문관대제학을 겸하였다. 문종 즉위년(1450)에 의정부 우참찬을 거쳐 좌참찬에 이르렀고, ≪근재집≫ 부록에 유고가 전한다.
안숭효는 자가 계충(季忠), 호는 한백당(寒栢堂)이다. 일찍이 진사시에 합격하였으나, 음보로 벼슬길에 나아가 지사간원사(知司諫院事)․호조참의를 지내고, 단종 2년(1454) 경기관찰사가 되었다. 이어서 덕녕부윤(德寧府尹)을 역임하면서 세조의 집권에 협조하여 좌익원종공신(佐翼原從功臣) 2등에 책록되었다. 그 뒤 대사헌과 공조참판․호조참판․중추원부사를 지냈다. 충청도 지역에 재변이 심각하여 재덕을 겸비한 인물이 요청되자 이에 선발되어 세조 5년(1459) 동지중추원사겸충청도관찰사에 임명되어 탐관오리를 숙청하고, 유망민에 대한 진휼사업을 효과적으로 폈으나, 이듬해 과로로 임지에서 죽었다.
묘역에는 무덤 이외에, 신도비(神道碑) 3기, 묘비 3기, 문․무인석 8기, 장명등 2기 등이 있다. 안경공의 묘비는 높이 225cm, 폭 56cm로 윤유(尹惟)가 지었고, 안순의 묘비는 높이 226cm, 폭 95. 6cm로 변계량(卞季良)의 글이며, 안숭선의 비는 높이 244cm, 폭 88cm로 성삼문(成三問)의 글이다.
순흥안씨 묘군은 무덤들이 원형대로 잘 보존되어 있어서 조선 전기 분묘의 형식을 이해하는 데 도움을 주고 있으며, 묘 앞에 세워진 비석과 각종 석물 등을 통해 묘제 변천사를 연구하는 데도 중요한 자료가 되고 있다.

## 문화재 확대 지정사유
안숭신(安崇信)은 개국공신인 양도(良度) 경공(景恭)의 아들 순(純)의 사남 가운데 삼남으로 1395년 금천 시흥에서 나시고 1441년 졸(卒)하셨다. 오위도총부 사직(五衛都摠府司直)과 경기도 찰방(京畿道 察訪)을 거쳐 인수부 소윤(仁壽府 少尹)에 올랐다. 배우자는 목사(牧使) 숙야(叔野)의 따님 영인 한산이씨(令人 韓山李氏)로서 현재 금천구 시흥동
해당 묘역에 합폄(合窆)되어 있다.
안숭선(安崇孝)는 경공(景恭)의 아들 순(純)의 사남으로 나시어 자는 계충(季忠)이며 1454년 경기도관찰사와 이후 대사헌, 공조참판, 호조참판에 제수되었다. 문헌상 생년은 미상이며 1460년에 졸하였다. 배우자 정부인 한산이씨(貞夫人 韓山李氏)는 판서(判書) 숙무(叔畝)의 따님으로 해당 묘역에 합장되어 있다.
순흥안씨 양도공파 묘역의 숭효·숭신의 묘는 15세기에 조성된 예장묘소로서 당대의 묘제와 석물 원형이 잘 보존되어 있어, 역사적 가치가 높아 문화재로서의 지정 가치가 충분하므로, 기지정된 서울특별시 유형문화재 제74호 순흥안씨양도공파 묘역에 포함하여확대 지정하고 보존하고자 한다.

## 참고 자료
- 순흥안씨 양도공파 묘역 - 국가유산청 국가유산포털

 본 문서에는 서울특별시에서 지식공유 프로젝트를 통해 퍼블릭 도메인으로 공개한 저작물을 기초로 작성된 내용이 포함되어 있습니다.